# Лукино (Свердловский район)
Лукино — деревня в Свердловском районе Орловской области. Входит в состав Богодуховского сельского поселения.

## География
Деревня расположена на берегу реки Неручь. 
Географическое положение: в 14 километрах от районного центра — посёлка городского типа Змиёвка, в 43 километрах от областного центра — города Орёл и в 344 километрах от столицы — Москвы.

## Население
| 2010 |
| ---- |
| 24   |

## Улицы
Уличная сеть представлена двумя объектами: Береговая улица и Правобережная улица. 